# ۴۷۵ (پیش از میلاد)
۴۷۵ (پیش از میلاد) ۴۷۵مین سال قبل از تقویم میلادی است.